# Krk (stad)
Krk (italienska: Veglia, tyska: Vegl, latin: Curicum) är en stad på ön Krk i norra Kroatien. Krk är med sina 5 491 invånare (2001) huvudort på ön och den största staden på Krk.

## Historia
Staden Krk grundades av liburnerna, en illyrisk folkstam, som kallade den för Curicta. Under det första årtusendet e.Kr. besegras illyrerna av romarna längs med den östra adriatiska kusten. Efter att Krk intagits kom den att bli en viktig romersk bosättning. Romarna kallade staden för Curicum. Under 600-talet anlände slaverna (dagens kroater) och den romerska bosättningen utvecklades till Krk. 1001 intogs staden av venetianerna. Därefter kontrollerades staden och ön under en kort period av det medeltida kroatiska kungariket för att 1118 åter falla under republiken Venedig. Sedan republiken Venedig fallit 1797 tillföll staden för en kort period de illyriska provinserna. Efter freden i Schönbrunn kom staden från och med 1815 att kontrolleras av Österrike. Österrikarna behöll makten fram till första världskriget då Österrike-Ungern upplöstes och Kroatien och staden Krk kom att uppgå i Sloveners, kroaters och serbers stat.

## Arkitektur och stadsbild
Staden Krk dominerades under flera århundraden av venetianarna vilket har lämnat spår i stadsbilden. En del av stadsmuren samt tre portar (vakttornet Kamplin, havsporten Pisana och Övre porten) byggda i venetiansk stil är fortfarande bevarade. Vid det stora torget ligger hus med tidsenliga drag från renässansen. Vid de romerska baden ligger Marie himmelsfärds katedral. Den uppfördes under 1100-talet och har fyra målningar från 1706 av Cristoforo Tasca. I den intilliggande romanska kyrkan Sankt Quirinus finns en skattkammare med föremål från katedralen liksom den kroatiska adelsfamiljen Frankopans altartavla i silver. Bakom katedralen ligger Frankopans borg med fyra fyrkantiga torn från 1191.